# 5192 Yabuki
5192 Yabuki este un asteroid din centura principală, descoperit pe 4 februarie 1991, de Tetsuya Fujii și Kazuo Watanabe.